# ビューティフル・メロディーズ〜よみがえる青春のポップス
ビューティフル・メロディーズ〜よみがえる青春のポップス（ビューティフル・メロディーズ〜よみがえるせいしゅんのポップス）は2023年1月2日から2025年3月28日まで放送していた文化放送制作のラジオの音楽番組。

## 概要
これまで、文化放送制作の全国ネット番組として『氷川きよし 限界突破RADIO』を放送してきたが、この番組のパーソナリティである氷川きよしが歌手活動の休止を表明し、2022年12月30日をもって番組を終了したことにともない新たに音楽番組を編成した。
この番組では、2022年4月9日から2023年3月25日まで毎週土曜日（19時55分 - 20時00分）に水谷加奈（文化放送アナウンサー）により関東ローカルで放送していた音楽番組『Beautiful Melodies〜ビューティフル・メロディーズ』の好評を受けて、この番組の全国ネット版を制作すると共に平日の時間帯に進出するもので、1960年代から1980年代に発表した洋楽と映画音楽を中心に、「番組を通じてリスナーが楽しく、共感できるような心に響く青春時代の洋楽」を同年代のゲストの思い出と共に構成するものであった。
番組では、月曜日から水曜日を週替わりゲストがその思い出とともにそれにまつわる曲を、木曜日はマンスリー・アーティストピックアップと題してアーティストとその楽曲に関するエピソードを紹介し、金曜日はリスナーから「青春の思い出の1曲」のリクエストに応えるというように曜日別にテーマを設ける。基本的には、ゲストコーナーを下地にして、随時リスナーからのリクエストメールも放送する。
2023年3月24日放送分のエンディングでは、文化放送は4月2日から『モーニングTEN!』内での放送、それ以外の放送局では当日での番組終了と告知された。
母体番組であった『Beautiful Melodies〜ビューティフル・メロディーズ』の終了により統合し、同番組以来となる関東ローカル番組に復すと同時に、長年にわたって続けてきた文化放送制作のNRNネット番組は、この番組で終止符を打った。その2年後2025年3月28日分を持って文化放送での放送も終了した。
2023年3月27日から3月31日までは、同年3月31日をもって文化放送を退職するアナウンサーの山田弥希寿が思い出のメロディーとともに青春の思い出を語る『山田弥希寿のBeautiful Memories 〜青春の旅立ち〜』を文化放送で当番組を放送していた枠で放送した。

## ネット局・放送時間
2024年4月5日 - 2025年3月28日
| 放送地域   | 放送局         | 放送時間          | 内包番組                                         | 備考 |
| ---------- | -------------- | ----------------- | ------------------------------------------------ | ---- |
| 関東広域圏 | 文化放送（QR） | 金曜11:38 - 11:46 | 『くにまる食堂フライデー ～どうした!?一蔵!〜』内 |      |

2023年10月8日 -　2024年3月24日
| 放送地域   | 放送局         | 放送時間          | 内包番組         | 備考                               |
| ---------- | -------------- | ----------------- | ---------------- | ---------------------------------- |
| 関東広域圏 | 文化放送（QR） | 日曜12:07 - 12:16 | 『お昼の純子』内 | 「radiko」では単独番組として登録。 |

2023年4月 - 2023年10月1日
| 放送地域   | 放送局         | 放送時間          | 内包番組             | 備考                               |
| ---------- | -------------- | ----------------- | -------------------- | ---------------------------------- |
| 関東広域圏 | 文化放送（QR） | 日曜10:07 - 10:16 | 『モーニングTEN!』内 | 「radiko」では単独番組として登録。 |

2023年1月 - 2023年3月24日
制作局を除き放送時間の早い順から記載。企画ネットの東海ラジオを含め月曜から金曜の放送。
| 放送地域      | 放送局              | 放送時間      | 内包番組 | 備考       |
| ------------- | ------------------- | ------------- | --- | ---------- |
| 関東広域圏    | 文化放送（QR）      | 10:35 - 10:45 | 『おとなりさん』内 | 【制作局】 |
| 愛媛県        | 南海放送（RNB）     | 6:35 - 6:45   | |            |
| 沖縄県        | ラジオ沖縄（ROK）   | 9:15 - 9:25   | |            |
| 秋田県        | 秋田放送（ABS）     | 9:30 - 9:40   | 『あさ採りワイド秋田便』内 |            |
| 鹿児島県      | 南日本放送（MBC）   | 9:33 - 9:43   | |            |
| 石川県        | 北陸放送（MRO）     | 9:50 - 10:00  | 『あさ☀ダッシュ!』内 |            |
| 岡山県        | RSK山陽放送（RSK）  | 10:06 - 10:15 | 『朝耳らじお55』内 |            |
| 香川県        | 西日本放送（RNC）   | 10:15 - 10:25 | 『さわやかラジオ おはようハイタッチ!』内 |            |
| 福島県        | ラジオ福島（rfc）   | 10:25 - 10:35 | 『スマイル!』内 |            |
| 鳥取県 島根県 | 山陰放送（BSS）     | 10:45 - 10:55 | |            |
| 長野県        | 信越放送（SBC）     | 10:50 - 11:00 | 『坂ちゃんのずくだせえぶりでい』内 |            |
| 青森県        | 青森放送（RAB）     | 11:05 - 11:15 | |            |
| 山形県        | 山形放送（YBC）     | 11:20 - 11:30 | |            |
| 高知県        | 高知放送（RKC）     | 11:30 - 11:40 | |            |
| 熊本県        | 熊本放送（RKK）     | 11:30 - 11:40 | 『とんでるワイド 大田黒浩一のきょうも元気!』内 |            |
| 岩手県        | IBC岩手放送         | 11:40 - 11:50 | |            |
| 宮城県        | 東北放送（tbc）     | 11:40 - 11:50 | |            |
| 福井県        | 福井放送（FBC）     | 11:40 - 11:50 | |            |
| 山口県        | 山口放送（KRY）     | 11:40 - 11:50 | |            |
| 徳島県        | 四国放送（JRT）     | 11:40 - 11:50 | |            |
| 大分県        | 大分放送（OBS）     | 11:45 - 11:55 | 『風は虹色』内 |            |
| 新潟県        | 新潟放送（BSN）     | 11:50 - 12:00 | |            |
| 長崎県 佐賀県 | 長崎放送（NBC）     | 12:00 - 12:10 | |            |
| 山梨県        | 山梨放送（YBS）     | 12:10 - 12:20 | |            |
| 広島県        | 中国放送（RCC）     | 12:40 - 12:50 | 『おひるーな』（月曜 - 木曜）内 『おひるーなフライデー ひるうたマガジン』（金曜）内                                                                                                  |            |
| 北海道        | STVラジオ           | 12:43 - 12:53 | 『工藤じゅんきの十人十色』内 |            |
| 福岡県        | 九州朝日放送（KBC） | 12:45 - 12:55 | |            |
| 宮崎県        | 宮崎放送（mrt）     | 12:45 - 12:55 | |            |
| 和歌山県      | 和歌山放送（wbs）   | 12:50 - 13:00 | |            |
| 近畿広域圏    | ラジオ大阪（OBC）   | 13:35 - 13:45 | 『原田年晴 かぶりつきマンデー!』（月曜）内 『和田麻実子のみみよりだんご』（火曜）内 『OBCグッドアフタヌーン!#ラジぐぅ』（水曜・木曜）内 『原田年晴 かぶりつきフライデー!』（金曜）内 |            |
| 富山県        | 北日本放送（KNB）   | 16:30 - 16:40 | |            |
| 静岡県        | 静岡放送（SBS）     | 16:40 - 16:50 | |            |

独自内容で放送する局（生放送）
| 放送地域   | 放送局               | 放送時間    | 内包番組 当番組のタイトル名                     |
| ---------- | -------------------- | ----------- | ----------------------------------------------- |
| 中京広域圏 | 東海ラジオ放送（SF） | 9:35 - 9:45 | 『Paradise』内 「ビューティフル・メロディーズ」 |

## パーソナリティ
- 野村邦丸（文化放送出身のフリーアナウンサー）

## 登場ゲスト
| 2023年            | 2023年       |
| ----------------- | ------------ |
| 1月4日 - 1月6日   | 小野リサ     |
| 1月9日 - 1月11日  | 菊池桃子     |
| 1月16日 - 1月18日 | 杉山清貴     |
| 1月23日 - 1月25日 | 島田歌穂     |
| 1月30日 - 2月1日  | 織田哲郎     |
| 2月6日 - 2月8日   | 岩崎宏美     |
| 2月13日 - 2月15日 | 林家たい平   |
| 2月20日 - 2月22日 | 国府弘子     |
| 2月27日 - 3月1日  | いとうあさこ |
| 3月6日 - 3月8日   | 原田真二     |
| 3月13日 - 3月15日 | 小倉智昭     |
| 3月10日 - 3月22日 | 武田鉄矢     |
| 4月2日            | 今陽子       |
| 4月9日            | 荒木大輔     |

## マンスリーアーティストピックアップで取り上げた歌手やユニット
| 2023年 | 2023年           |
| ------ | ---------------- |
| 1月    | シカゴ           |
| 2月    | カーペンターズ   |
| 3月    | ビリー・ジョエル |

## 特別番組
『ビューティフル・メロディーズ　プレミアムコンサート』開催前に放送、コンサートの案内と出演者の歌唱予定(カバー曲）のオリジナル版を放送する。
『ビューティフル・メロディーズ　スペシャル』2023年3月21日 10:00 - 10:55　
出演者は野村邦丸、水谷加奈
『ビューティフル・メロディーズ　スペシャル』2024年5月3日 9:00 - 9:55　
出演者は野村邦丸、水谷加奈、未唯mie（ゲスト、途中から）